# Wacław Budzyński
Wacław Budzyński (ur. 12 grudnia 1891 w Międzyrzecu Podlaskim, zm. w październiku 1939 w Baranowiczach albo w Kuropatach) – polski polityk, legionista, porucznik rezerwy kawalerii Wojska Polskiego, kawaler Orderu Virtuti Militari, publicysta, poseł na Sejm IV kadencji w II RP.

## Życiorys
Urodził się 12 grudnia 1891 w Międzyrzecu Podlaskim, w rodzinie Juliana, naczelnika lasów białowieskich, i Katarzyny z Walczuków . Był starszym bratem Zygmunta ps. „Żelisław” (1897–1972) .
Ukończył gimnazjum w Warszawie w 1910 roku. Rozpoczął studia w Krakowie, jednak przerwał je i wyjechał do Ameryki Południowej, gdzie w Urugwaju, Argentynie i Brazylii spędził 2 lata pracując początkowo jako robotnik, później jako samodzielny przedsiębiorca. Studiował również w Paryżu, gdzie dołączył do Związku Strzeleckiego.
W 1913 roku wrócił do Warszawy i zaczął drukować swe pierwsze prace literackie w „Tygodniku Polskim” Gustawa Simona.
W 1914 roku wstąpił do Legionów. Od 1915 roku służył w 1 pułku ułanów. Od 5 lutego do 31 marca 1917 roku był słuchaczem kawaleryjskiego kursu oficerskiego przy 1 pułku ułanów w Ostrołęce. Kurs ukończył z wynikiem dobrym. Posiadał wówczas stopień kaprala. Latem tego roku, po kryzysie przysięgowym, został internowany w Szczypiornie, a później w Łomży.
W 1920 roku zgłosił się ochotniczo do Wojska Polskiego. W latach 1920–1921 walczył w szeregach 1 pułku szwoleżerów Józefa Piłsudskiego. W maju 1921 roku został przeniesiony do rezerwy. Zweryfikowany w stopniu porucznika ze starszeństwem z dniem 1 czerwca 1919 roku w korpusie oficerów kawalerii. W latach 1923–1924 był oficerem rezerwy 9 pułku strzelców konnych we Włodawie. W 1934 roku pozostawał w ewidencji Powiatowej Komendy Uzupełnień Warszawa Miasto III. Posiadał przydział mobilizacyjny do Oficerskiej Kadry Okręgowej Nr I.
Tworzył wiersze, z których część opublikował.
Był założycielem i przewodniczącym Związku Teatrów Ludowych, szkoły dla instruktorów kultury ludowej, pisma „Teatr Ludowy” (1920), był współorganizatorem ruchu młodowiejskiego. W latach 1923–1933 przebywał we Francji, gdzie wydawał pismo dla polskich robotników tam pracujących. Był tam założycielem Związku Towarzystw im. J. Piłsudskiego, współwydawcą pisma „Gazeta Polska–Polonia Nova”, współwłaścicielem biura porad prawnych i dyrektorem „Dziennika Polskiego”.
Po powrocie do kraju współorganizował Porozumienie Młodej Prasy. W końcu lat 30. pracował jako dziennikarz w Łodzi, zajmował się także publicystyką. Należał również do prezydium Światowego Związku Polaków z Zagranicy.
W 1935 roku został posłem na Sejm z listy Bezpartyjnego Bloku Współpracy z Rządem z okręgu nr 21 (Sieradz, Łask). Otrzymał 52 240 głosów. W Sejmie był współzałożycielem Grupy „Jutro Pracy", wraz z Juliuszem Dudzińskim i Janem Hoppe. Należał do Koła Rolników Sejmu i Senatu, Grupy „Jutro Pracy”, Parlamentarnej Grupy Łódzka i OZN. Pracował w komisjach: budżetowej (zastępca członka od grudnia 1936), prawnej (1937), spraw zagranicznych (od grudnia 1936). Był dwukrotnie wybierany do specjalnej Komisji do rozważenia projektu ustawy o upoważnieniu Prezydenta RP do wydawania dekretów (w październiku 1935 i marcu 1936) oraz do specjalnej komisji budowlanej (w marcu 1936).
W latach 1937–1938 należał do Obozu Zjednoczenia Narodowego. Został usunięty z OZN (formalnie 13 kwietnia 1938 roku za „naruszenie karności organizacyjnej”) przez szefa Obozu gen. Stanisława Skwarczyńskiego, gdy zarzucił kierownictwu OZN, że przeszkadza mu ono w walce z masonerią i żydowskim ubojem rytualnym. Gen. Skwarczyński oskarżył kierowaną przez Budzyńskiego gazetę „Jutro Pracy”, o to, że atakuje ona ozonową „Gazetę Polską”. Wykluczenie posła z OZN wywołało liczne protesty ze strony parlamentarzystów Obozu.
W czasie II wojny światowej w październiku 1939 roku został aresztowany przez NKWD jako „zażarty antysowietczyk”, zginął w niewyjaśnionych okolicznościach (być może w więzieniu w Baranowiczach lub w Kuropatach).

## Ordery i odznaczenia
- Krzyż Srebrny Orderu Wojskowego Virtuti Militari nr 5414 (17 maja 1922)[11][12]
- Krzyż Niepodległości (15 kwietnia 1932)[13]
- Krzyż Walecznych (trzykrotnie)